# Дерек Лалонд
Дерек Лалонд (англ. Derek Lalonde; нар. 18 серпня 1972, Брашер, США) — американський хокейний тренер, головний тренер команди Національної хокейної ліги (НХЛ) «Детройт Ред Вінгз».

## Тренерська робота
З 2018 по 2022 рік Лалонд працював помічником головного тренера «Тампа-Бей Лайтнінг», допомагаючи команді двічі виграти Кубок Стенлі у 2020 та 2021 роках. 
30 червня 2022 року його призначили головним тренером «Детройт Ред Вінгз».